# Metopius scutatifrons
Metopius scutatifrons är en stekelart som beskrevs av Cresson 1874. Metopius scutatifrons ingår i släktet Metopius och familjen brokparasitsteklar. Inga underarter finns listade i Catalogue of Life.